# Euplexia pratti
Euplexia pratti är en fjärilsart som beskrevs av Bethune-Baker 1906. Euplexia pratti ingår i släktet Euplexia och familjen nattflyn. Inga underarter finns listade i Catalogue of Life.